# 東京2020 NIPPONフェスティバル
東京2020 NIPPONフェスティバル（とうきょうニーゼロニーゼロ ニッポンフェスティバル）とは、2021年4月から9月まで行われる、2020年東京オリンピック・パラリンピックの文化プログラムのひとつ。

## 主催プログラム一覧

### わっさい
わっさい（英: wassai ）は、2021年7月18日にオンラインで開催されるイベント（文化事業）である。テーマは「参加と交流」。
コンセプトは、「世界はもういちど、「わ」になれる。」。
組織委員会公式SNSからオンライン生配信される（事前登録不要）。バーチャルに「わ」になり歌って踊る祭りで、次世代の表現者であるアオイヤマダと高村月がオンラインで世界を「わ」にする踊りを制作。さらに、日本のロックバンド・WANIMAが楽曲「和心」を提供。また、「架空のいきもののイラスト」を世界中から募集。事前に投稿されたイラストが当日のわっさいに登場。イラストでの参加も可能となっている。

#### 著名な関係者 (わっさい)
- 実施体制メンバー
  - 総合演出 - 菅野こうめい
  - DANCE - アオイツキ（アオイヤマダ、高村月）
  - MUSIC - WANIMA
  - 舞台アート監修 - 日比野克彦
  - 衣装デザイン - ひびのこづえ
- 出演者
  - アオイヤマダ
  - 高村月
  - 葦原海
- 協力
  - JAPAN ART MILE

### ONE -Our New Episode-
ONE -Our New Episode- Presented by Japan Airlines（わん -アワーニューエピソード- プレゼンティッド バイ ジャパンエアラインズ）は、2021年8月22日にオンライン、神奈川県横浜市にて開催されるイベント（文化事業）である。テーマは「共生社会の実現に向けて」。
コンセプトは「個々(ここ)からはじまる、新しいひとつの物語。」。
また、本イベントはジェンダー・年齢・国籍・障がいの有無など様々な個性・特性のあるアーティストやエンターティナー等のアートや音楽、パフォーマンスし、「まぜこぜ＝多様性」を可視化する「MAZEKOZEアイランドツアー」と、演劇・ダンス・アート・音楽・伝統芸能など、文化芸術各分野の最先端アーティストが、「共生社会の実現に向けて」をテーマにそれぞれの分野の枠を融解・共創して、障がい・年齢・ジェンダー・国籍に関わりなく文化芸術を世界に発信する共生イベント「Our Glorious Future ～KANAGAWA 2021～ カガヤク ミライ ガ ミエル カナガワ 2021」を主に展開する。

#### MAZEKOZEアイランドツアー
MAZEKOZEアイランドツアー（マゼコゼアイランドツアー）は、2021年8月22日に行われるオンラインイベント。「ONE -Our New Episode- Presented by Japan Airlines」の内のひとつ。
MAZEKOZE アイランドツアーは、まぜこぜのおもしろさや心地よさを体験し、多様性や共生社会の魅力にふれる、冒険の旅。 みなさま方を、ひとときの異空間にいざないます。—特設サイトの紹介文

##### 出演者 (MAZEKOZEアイランドツアー)
括弧の中の職業名は公式サイトに準拠。
- 総合構成・演出・総指揮
  - 東ちづる（俳優）
- 参加アーティスト
  - 平原綾香（ミュージシャン）
  - 小島よしお（お笑い芸人）
  - 梶原徹也（ドラム奏者）
  - 三ツ矢雄二（声優・マルチクリエイター）
  - ダンプ松本（女子プロレスラー）
  - レスリー・キー（写真家・映像監督）
  - マメ山田（日本一小さい手品師）
  - 清野茂樹（実況アナウンサー）
  - 松永貴志（ピアニスト・作曲家）
  - ドリアン・ロロブリジーダ（ドラァグクイーン）
  - GOMESS（ラッパー）
  - サッシャ（ラジオDJ・タレント）
  - 大前光市（義足のダンサー）
  - 青空応援団（社会人応援団）
  - あそどっぐ（芸人）
  - 井桁裕子（人形作家）
  - 糸あやつり人形一糸座
  - えびさわなおき。（アコーディオン奏者）
  - 大窪みこえ（劇団員）
  - 大橋ひろえ（演出家・俳優）
  - 大阪府立登美丘高等学校ダンス部
  - 尾上秀樹（中棹三味線奏者）
  - 桂福点（全盲の落語家)
  - 金澤翔子（ダウン症の書家）
  - かんばらけんた（車椅子ダンサー）
  - 人の森ケチャップ（特性だらけの劇団）
  - 後藤仁美（小さなモデル・俳優)
  - 光陽師想真（自閉症ダンサー）
  - 佐藤ひらり（全盲のシンガーソングライター）
  - Sanika&Minori（ダンサー）
  - 侍かふぇ（SAMURAIパフォーマンス集団）
  - 鈴木清貴（ダンサー・振付家）
  - 杉田和人（ヘアメイクアップアーティスト）
  - DAICHAN（ダンサー）
  - ちくちく 野口佳代（刺繍作家）
  - ちびもえこ（小人バーレスクダンサー）
  - どっこいしょ隊（ダウン症のダンサー）
  - 中津川浩章（美術家）
  - 西垣恵弾（闘うバイオリン弾き）
  - 野澤健（役者）
  - BABI&Kaie（ファッションアーティスト）
  - Funk-a-Baby（タップダンサー）
  - 藤平真梨（ダンサー・振付家）
  - プリティ太田（こびとプロレスラー）
  - 森田かずよ（ダンサー・俳優）
  - 森本ケンタ（作曲者・ギタリスト）
  - ミスターブッタマン（こびとプロレスラー）
  - 矢野ディビッド（ミュージシャン・俳優・モデル・MC）
  - 矢野マイケル（シンガーソングライター・ラッパー）
  - 矢野サンシロー（シンガーソングライター・ダンサー・薬剤師）
  - 悠以（両声類シンガーソングライター）
  - 陽介（太鼓奏者・舞台芸術家）
  - 坂巻善徳 a.k.a. sense（美術家）
  - ピーター・フランクル（数学者・大道芸人）
  - 東ちづる（俳優）

#### Our Glorious Future ～KANAGAWA 2021～
Our Glorious Future ～KANAGAWA 2021〜 カガヤク ミライ ガ ミエル カナガワ 2021（アワー グロリアス フューチャー 〜カナガワ 2021〜）は、神奈川県、東京2020組織委員会が主催する、2021年8月14日、15日に横浜市西区紅葉ケ丘文化ゾーン、神奈川県民ホールで開催されるイベント。「ONE -Our New Episode- Presented by Japan Airlines」の内のひとつ。
| 日程                    | 2021年8月14日(土)／15(日) 神奈川市民ホールでの展示は、8月10日(水) - 22日(日)予定。            |
| ※オンラインでも配信予定 |                                                                                               |
| 時間                    | 11:00 - 18:00（予定） ※15日フィナーレ 18:00 - 18:30（予定）                                   |
| 主催                    | 神奈川県                                                                                      |
| 主催                    | 東京2020組織委員会                                                                            |
| 会場                    | 横浜市西区紅葉ケ丘文化ゾーン 前川國男建築群（神奈川県立音楽堂、神奈川県立青少年センターほか） |
| 会場                    | 神奈川県民ホール （ギャラリー、小ホール）                                                     |
| 来場者                  | 一般参加（無料）                                                                              |

##### 出演者 (Our Glorious Future ～KANAGAWA 2021〜)
- 横浜市西区紅葉ケ丘文化ゾーン（神奈川県立音楽堂、神奈川県立青少年センターほか）
  - ダンス部門ディレクション
    - 森山開次

  - 演劇部門ディレクション
    - 多田淳之介

  - アート部門キュレーション
    - 藤川悠
- 神奈川県民ホール
  - ギャラリー
    - 前田正博（陶芸）

  - 小ホール
    - 三橋貴風（尺八）

### しあわせはこぶ旅 モッコが復興を歩む東北からTOKYOへ
しあわせはこぶ旅 モッコが復興を歩む東北からTOKYOへ Presented by ENEOS（しあわせはこぶたび モッコがふっこうをあゆむとうほくからトーキョーへ プレゼンティッド バイ エネオス）

## 共催プログラム一覧
| 開催期間                             | タイトル | 会場                                                       |
| ------------------------------------ | --- | ---------------------------------------------------------- |
| 4月1日 - 9月5日                      | 群馬古墳・埴輪わくわく体験プロジェクト | 群馬県立歴史博物館                                         |
| 4月1日 - 9月5日                      | 群馬古墳・埴輪わくわく体験プロジェクト | 綿貫観音山古墳ほか（群馬県高崎市）                         |
| 4月1日 - 9月5日                      | 群馬県立歴史博物館で特別展示「新・すばらしき群馬のはにわ」やワークショップ、講座等を開催するとともに、綿貫観音山古墳等でのVR体験やアプリを使った県内古墳等の周遊、古墳カードの配布などを実施します。日本一の埴輪県であり、東日本最大の古墳大国である群馬県から、日本の古墳文化を国内外に発信します。—公式説明文     |                                                            |
| 2021年4月1日 - 9月12日（全日程開催） | リボーン・アートボール2020展 | 茨城県庁                                                   |
| 2021年4月1日 - 9月12日（全日程開催） | リボーン・アートボール2020展 | 卜伝の郷運動公園ほか                                       |
| 2021年4月1日 - 9月12日（全日程開催） | リボーン・アートボール2020展 | 茨城県内各地（茨城県）                                     |
| 2021年4月1日 - 9月12日（全日程開催） | 使い古したスポーツ競技用のボールに絵を描いたり工作をしたりして、アートの力で再生させる取り組みが「リボーン・アートボール」です。 スポーツとアートとリサイクルを融合させた茨城発の取り組みです。県内各地でワークショプを開催し、集大成としてリボーン・アートボールフェスティバルを開催します。—公式説明文            |                                                            |
| 2021年4月1日 - 9月12日（全日程開催） | 「星降る中部高地の縄文世界～数千年を遡る黒曜石鉱山と縄文人に出会う旅～三十三番土偶札所巡り～山梨編～」 | 山梨県立考古博物館                                         |
| 2021年4月1日 - 9月12日（全日程開催） | 「星降る中部高地の縄文世界～数千年を遡る黒曜石鉱山と縄文人に出会う旅～三十三番土偶札所巡り～山梨編～」 | 韮崎市民俗資料館                                           |
| 2021年4月1日 - 9月12日（全日程開催） | 「星降る中部高地の縄文世界～数千年を遡る黒曜石鉱山と縄文人に出会う旅～三十三番土偶札所巡り～山梨編～」 | 韮崎市ふるさと偉人館                                       |
| 2021年4月1日 - 9月12日（全日程開催） | 「星降る中部高地の縄文世界～数千年を遡る黒曜石鉱山と縄文人に出会う旅～三十三番土偶札所巡り～山梨編～」 | 南アルプス市ふるさと文化伝承館                             |
| 2021年4月1日 - 9月12日（全日程開催） | 「星降る中部高地の縄文世界～数千年を遡る黒曜石鉱山と縄文人に出会う旅～三十三番土偶札所巡り～山梨編～」 | 北杜市考古資料館                                           |
| 2021年4月1日 - 9月12日（全日程開催） | 「星降る中部高地の縄文世界～数千年を遡る黒曜石鉱山と縄文人に出会う旅～三十三番土偶札所巡り～山梨編～」 | 北杜市史跡梅之木公園                                       |
| 2021年4月1日 - 9月12日（全日程開催） | 「星降る中部高地の縄文世界～数千年を遡る黒曜石鉱山と縄文人に出会う旅～三十三番土偶札所巡り～山梨編～」 | 春日居郷土資料館                                           |
| 2021年4月1日 - 9月12日（全日程開催） | 「星降る中部高地の縄文世界～数千年を遡る黒曜石鉱山と縄文人に出会う旅～三十三番土偶札所巡り～山梨編～」 | 釈迦堂遺跡博物館（全て山梨県）                             |
| 2021年4月1日 - 9月12日（全日程開催） | 日本遺産「星降る中部高地の縄文世界」を構成する山梨県の6市に所在する博物館等8施設が展示する構成文化財の土偶15点が対象。観覧者は対象土偶を見学し、専用の御朱印帳に土偶御朱印を集めるイベント。—公式説明文 |                                                            |
| 2021年4月1日 - 9月12日（全日程開催） | 信州・アート・リングス ～文化でつながる。文化を創る。そして美しい未来へ～ | 長野県県民文化会館ほか（全て長野県）                       |
| 2021年4月1日 - 9月12日（全日程開催） | 長野県芸術監督団の小林研一郎氏による音楽公演をはじめ、信州の自然を活かしたアーティスト・イン・レジデンス、信州ゆかりの作家による現代美術展や障がいのある方の美術展、県内各地の芸能を紹介する伝統芸能公演により、信州文化の多彩な魅力を国内外に発信します。—公式説明文                                               |                                                            |
| 4月3日 - 6月20日                     | 「現代日本画の系譜 -タマビDNA展」 | 多摩美術大学美術館および多摩美術大学アートテーク（東京都） |
| 4月3日 - 6月20日                     | 日本画はこの国で1000年以上続く伝統的な絵画様式。時代により変容しながらも今日まで受け継がれてきたのは、この様式が日本の風土や日本人の美意識、精神性に合っていたからといえる。本展覧会を通じて世界の人々に日本人の心のありように触れてもらい、日本画および日本文化の魅力を世界に発信することを目的とする。—公式説明文 |                                                            |

| 開催期間          | タイトル | 会場                             |
| ----------------- | --- | -------------------------------- |
| 5月2日 - 5月5日   | ふじのくに野外芸術フェスタ2021静岡 宮城聰演出SPAC公演 アンティゴネ | 駿府城公園（静岡県）             |
| 5月2日 - 5月5日   | 国際的に活躍するSPAC-静岡県舞台芸術センターが、静岡市の中心地「駿府城公園」に野外舞台を設営し、芸術総監督宮城聰演出『アンティゴネ』を上演します。同作は2017年フランス、2019年ニューヨークで多くの観客を虜にしてきたSPACの話題作です。—公式説明文 |                                  |
| 5月22日 - 5月30日 | 2020インターナショナル小倉百人一首かるたフェスティバル（文京区） | 文京シビックセンター             |
| 5月22日 - 5月30日 | 2020インターナショナル小倉百人一首かるたフェスティバル（文京区） | 区民センター                     |
| 5月22日 - 5月30日 | 2020インターナショナル小倉百人一首かるたフェスティバル（文京区） | 講道館（全て東京都）             |
| 5月22日 - 5月30日 | （一社）全日本かるた協会と、競技かるたに縁の深い地である文京区、あわら市、大津市の4者で、東京2020大会に向けて競技かるたイベントを開催します。文京区会場では、名人とクイーンによるドリームマッチ、小倉百人一首から競技かるたまで深く知ることのできるさまざまな体験会や展示など、多様性に富んだ幅広いプログラムを開催します。—公式説明文                    |                                  |
| 5月29日、30日     | 伝承のたまてばこ～多摩伝統文化フェスティバル2021～ | オンライン開催                   |
| 5月29日、30日     | 伝承のたまてばこ～多摩伝統文化フェスティバル2021～ | 東京都八王子市                   |
| 5月29日、30日     | （1）東京・多摩地域の伝統文化・芸能の魅力を発信、（2）文化の新旧・和洋のコラボレーションで新たな感動体験、（3）街なかや自宅で気軽に体感、という3つのコンセプトをもとに、コロナ禍においても多摩地域の市町村や芸術文化団体と連携し、オンライン配信等を活用した本格的な公演や演奏などを行う。—公式説明文                                                     |                                  |
| 5月29日           | ふるさとの祭り２０２１ | 南相馬市雲雀ヶ原祭場地（福島県） |
| 5月29日           | 民俗芸能の継承が危ぶまれている団体や芸能を披露する機会のない団体に発表の場を提供することにより、貴重な地域の宝である民俗芸能の継承と人々の絆の再生を図ります。また、東京2020オリンピック・パラリンピックの共催プログラムイベントにおいて民俗芸能を披露することで、福島県が誇る民俗芸能の魅力や復興に向けて取り組む姿を国内外に強く発信します。—公式説明文 |                                  |

| 開催期間        | タイトル | 会場                                                       |
| --------------- | --- | ---------------------------------------------------------- |
| 6月5日 - 6月6日 | 2020インターナショナル小倉百人一首かるたフェスティバル（あわら市）オリンピック・パラリンピック記念 あわら世界大会 | 清風荘（福井県）                                           |
| 6月5日 - 6月6日 | （一社）全日本かるた協会と、競技かるたに縁の深い地である文京区、あわら市、大津市の4者で、東京2020大会に向けて競技かるたイベントを開催します。競技かるたの大会、競技かるたやバリアフリーかるた体験会、展示、講演会等、老若男女問わず様々な方に小倉百人一首や競技かるたの魅力を発信します。「オリンピック・パラリンピック記念あわら世界大会」では日本国内在住の外国籍選手が和装で個人戦を行い、ナンバーワンを決定します。大会の様子はYouTube Liveで配信予定です。—公式説明文   |                                                            |
| 6月6日          | ヨーソロー1000人プロジェクト～千葉から千の響き「和太鼓1000人打ち」 | 豊砂公園及びイオンモール幕張新都心内屋外ステージ（千葉県） |
| 6月6日          | 子どもも大人も、海外の方も、障がいのある方も、一人ひとりが主役となって「自己ベスト」が実現できる文化プログラムです。 日本を象徴する和太鼓、篠笛、舞踊を用いて、震災復興応援曲「ヨーソロー」を1000人で演奏、演舞するパフォーマンスで、元気を千葉から発信し、未来へ継承します。—公式説明文 |                                                            |
| 6月12日         | とちぎの「宝」フェスティバル ～とちぎ版文化プログラムの集大成～ | 栃木県庁（栃木県）                                         |
| 6月12日         | 東京2020大会への参加機運の高揚に貢献するとともに、とちぎの文化の魅力を県内外に発信し、県民の郷土愛を育むため、平成29年度から取り組んできた「とちぎ版文化プログラム」の集大成として、伝統芸能や祭り、伝統工芸品など栃木県内各地の特色ある文化資源を活かした文化事業をリレー方式で展開します。—公式説明文 |                                                            |
| 6月13日         | 2020インターナショナル小倉百人一首かるたフェスティバル（大津市） | 近江勧学館（滋賀県）                                       |
| 6月13日         | 大津市で2018年、2019年に開催してきた「おおつ光ルくん杯競技かるた世界大会」や「留学生かるた講習会」などの成果を有効に将来につなげるため、世界での競技かるたの実情がわかるパネルディスカッションをオンラインで実施します。▼世界大会出場チームの代表者、▼競技かるたの海外普及に努める人、▼他競技やスポーツでの海外普及経験のある方、などにパネラーとして出演いただき、「競技かるた」の世界に広がる可能性、普及のために必要なことなどについて考察、展望していきます。—公式説明文 |                                                            |
| 6月13日         | あきた民謡祭２０２１ | 秋田ふるさと村ドーム劇場（秋田県）                         |
| 6月13日         | 秋田の代表的な伝統芸能である秋田民謡を次世代に継承していくことを目的に、若手の担い手による公演を実施する。また、民謡を通じた地域活性化を促進するとともに、秋田民謡を県内外に広く発信する。—公式説明文 |                                                            |
| 6月20日         | 千葉・県民音楽祭 ～世界に響け！みんなでつくるハーモニー～ 世界を巡る音楽の旅vol.3 | 千葉県文化会館大ホール（千葉県）                           |
| 6月20日         | 世代や障害の有無に関わらず、様々な方が共にステージを作り上げる一般参加型コンサートです。アマチュア演奏家や地域で活動する団体を公募し、千葉交響楽団などのプロアーティストと共演します。オーケストラ演奏、合唱、ダンスの他、音楽活動を行う障害のある方々によるステージなど、多様な音楽が楽しめます。—公式説明文 |                                                            |

## スタッフ

### プロモーションムービー製作スタッフ
| 担当                  | 名前（英語表記） |
| --------------------- | --- |
| ディレクター/デザイン | 牧野惇 (Atushi Makino) |
| アニメーション        | 橋本新 (Shin Hashimoto)、中塩健吾 (Kengo Nakashio)、鈴木亮太郎 (Ryotaro Suzuki)、渡邊亘 (Wataru Watanabe)、山田大貴 (Taiki Yamada) |
| 音楽                  | 上水樽力 (Chikara Uemizutaru) |
| プロデューサー        | 小野寺健 (Ken Onodera) |

### コンセプト映像製作スタッフ
| 担当                       | 名前（英語表記）            | 職業                                        |
| -------------------------- | --------------------------- | ------------------------------------------- |
| ディレクター               | 野老朝雄 (Asao Tokolo)      | アーティスト / フェスティバル マーク制作    |
| アルゴリズミック・デザイン | 松川昌平 (Shohei Matsukawa) | 建築家 / 慶応義塾大学SFC 環境情報学部准教授 |
| 太鼓奏者                   | 林英哲 (Eitetsu Hayashi)    | 太鼓演奏者 / 英哲風雲の会                   |
| プロデューサー             | 山口慶子 (Keiko Yamaguchi)  |                                             |

## パートナー
- Official Partners
  - ENEOS
  - 日本航空
- Supporting Partners
  - Canon
  - 東京海上日動
  - MIZUHO
  - 久光製薬
  - 清水建設
- Associating Partners
  - NEC
  - 味の素
  - アース製薬
  - ANA
  - TANAKA
  - 乃村工藝社
  - Times
  - パソナ